# Partito Comunista del Nepal (Centro d'Unità)
Il Partito Comunista del Nepal (Centro d'Unità) era un partito comunista del Nepal.
Il Congresso di fondazione del PCN (CU) si tenne il 19-20 novembre 1990 e vide l'unificazione di PCN (Mashal), PCN (Quarta Assemblea), il PCN (Janamukhi) e l'Organizzazione Proletaria dei Lavoratori. Successivamente si unì anche una fazione di maoisti indipendenti guidata da Baburam Bhattarai. L'organizzazione legale del Partito era il Samyukta Janamorcha Nepal.
L'anno successivo si tenne il primo Congresso del PCN (CU), in cui esso decise di adottare una linea di "lotta armata di lunga durata verso una rivoluzione di nuova democrazia" e di rimanere un partito clandestino.
Nel 1992, il governo del Congresso Nepalese non riuscì a implementare politiche economiche che migliorassero le condizioni di vita del popolo nepalese. Il SJN offrì proposte rivoluzionarie e vide un certo incremento dei suoi militanti. Inoltre, il PCN (CU) promosse un Comitato Congiunto di Agitazione Popolare, cui si unirono anche il Partito Comunista del Nepal (Mashal), la Lega Comunista del Nepal e il Partito Comunista del Nepal (marxista-leninista-maoista).
Il CCAP convocò uno sciopero generale per il 6 aprile. La sera prima, tuttavia, avvennero gravi disordini che sfociarono in violenze nella capitale Kathmandu e in altre città; il PCN (CU) chiese un coprifuoco di mezz'ora per impedire il dilagarsi delle violenze. La mattina del 6 aprile, un violento scontro fra attivisti comunisti e agenti di polizia a Pulchok vide la morte di due attivisti.
Nonostante i disordini, il Comitato tenne comunque una manifestazione di massa a Kathmandu, a cui partecipò anche il PCN (CU). La polizia tentò di disperdere i manifestanti, il che sprofondò presto in violenze e disordini; le stazioni di telecomunicazioni furono date alle fiamme dai manifestanti. La polizia quindi aprì il fuoco; un'organizzazione per i diritti umani del Nepal sostiene che, fra manifestanti e semplici passanti, furono uccise 14 persone.
Al di là della drammaticità degli eventi, il PCN (CU) vide un incremento dei propri militanti, probabilmente come reazione alla violenza della polizia.
Nel 1994, un gruppo radicale guidato da Puspha Kamal Dahal e Baburam Bhattarai abbandonò il PCN (CU) per formare, due anni dopo, il Partito Comunista del Nepal (maoista), dal momento che il PCN (CU) non era d'accordo a lanciare una guerra popolare che non avesse solide e organizzate basi di massa.
Fra il 16 e il 18 dicembre 2001, durante un Congresso a Chitwan, il PCN (Centro d'Unità) e il PCN (Mashal) decisero di unirsi. Nel 2002, i due gruppi formarono il Partito Comunista del Nepal (Centro d'Unità-Mashal).